# Sprung in die Freiheit
Sprung in die Freiheit

Fotograf: Peter Leibing

Aufnahmedatum: 15. August 1961

Link zum Foto

(Bitte Urheberrechte beachten)

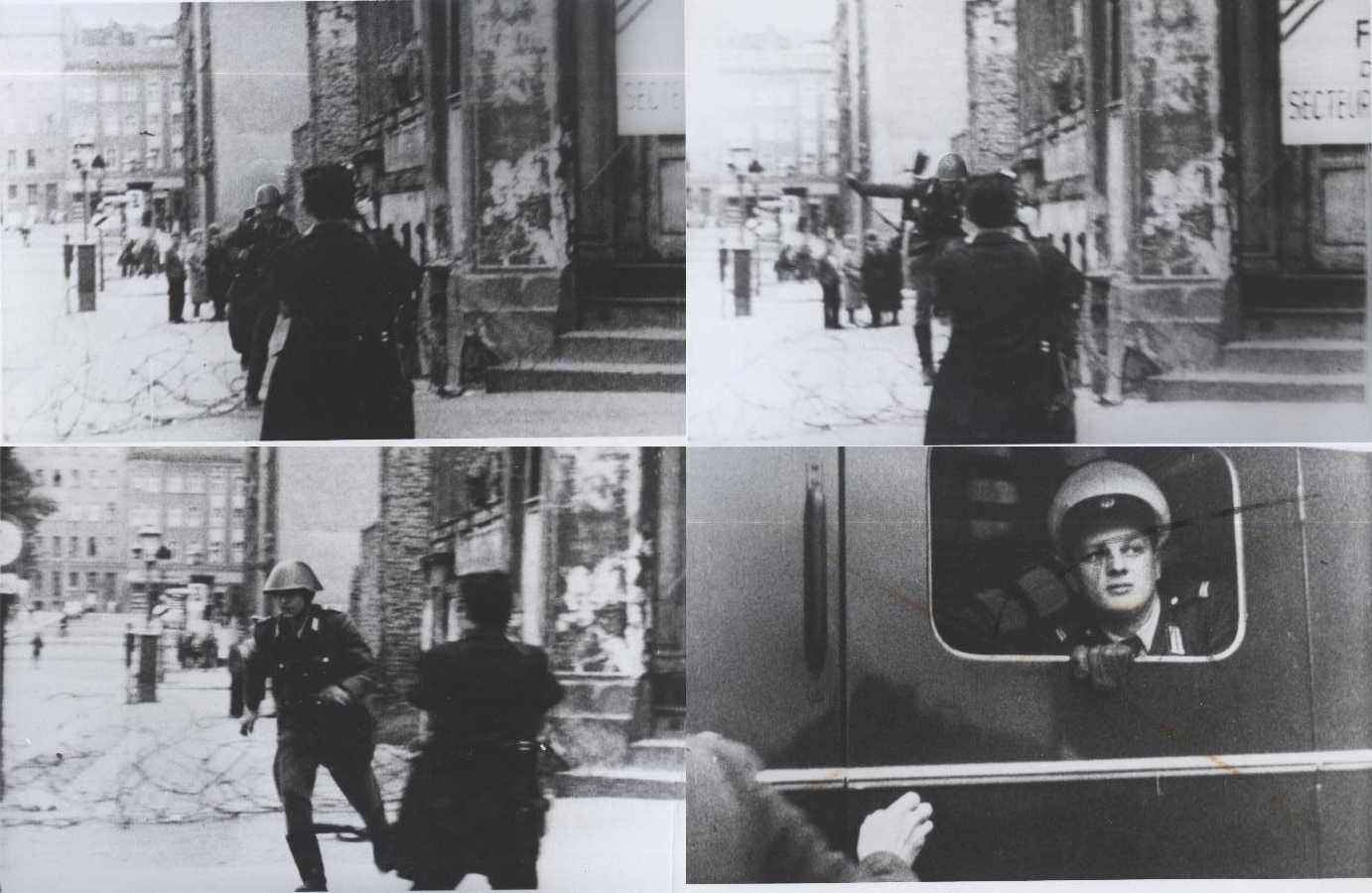
Fotostrecke der Flucht. Im Vordergrund ist der spätere SFB-Kameramann Dieter Hoffmann zu sehen, der den Sprung filmte.

Das Foto Sprung in die Freiheit entstand am 15. August 1961 in Berlin. Der damals 20-jährige Fotograf Peter Leibing fotografierte Conrad Schumann, einen 19-jährigen Polizisten der Volkspolizei-Bereitschaften der Deutschen Demokratischen Republik (DDR) genau in dem Moment, als er über Stacheldraht springend aus der DDR floh.
Das Foto ging unmittelbar darauf um die Welt und wurde zu einer der Medienikonen des Kalten Krieges. Seit 2011 gehört der Sprung in die Freiheit zum deutschen UNESCO-Weltdokumentenerbe.

## Geschichte

### Entstehung
Das Politbüro der SED unter Führung Walter Ulbrichts hatte in enger Absprache mit der Führung der Sowjetunion unter ihrem Präsidenten Nikita Chruschtschow beschlossen, eine Mauer quer durch Berlin bauen zu lassen. Die Bauarbeiten begannen zunächst durch Abriegelung der Sektorengrenze am 13. August 1961.
Conrad Schumann war Angehöriger einer Einheit der Volkspolizeibereitschaften, die wiederum Teil der kasernierten Einheiten des Ministeriums des Innern der DDR waren. Er war zur „Grenzsicherung“ während der Bauarbeiten an der Mauer abkommandiert. Seine Einheit war deshalb am 12. August von Dresden nach Berlin entsandt worden.

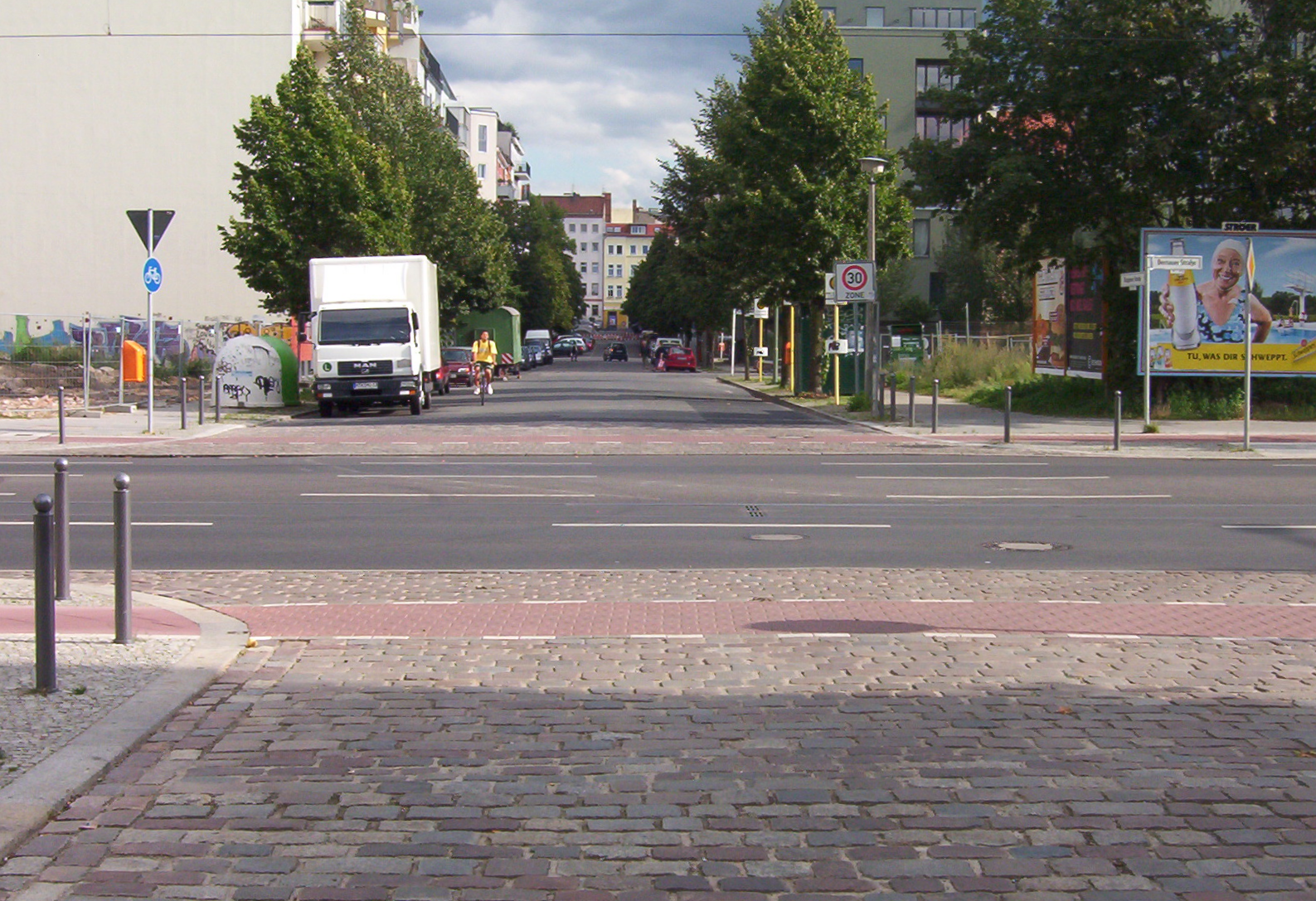
Bernauer Straße, Ecke Ruppiner Straße im Jahre 2007

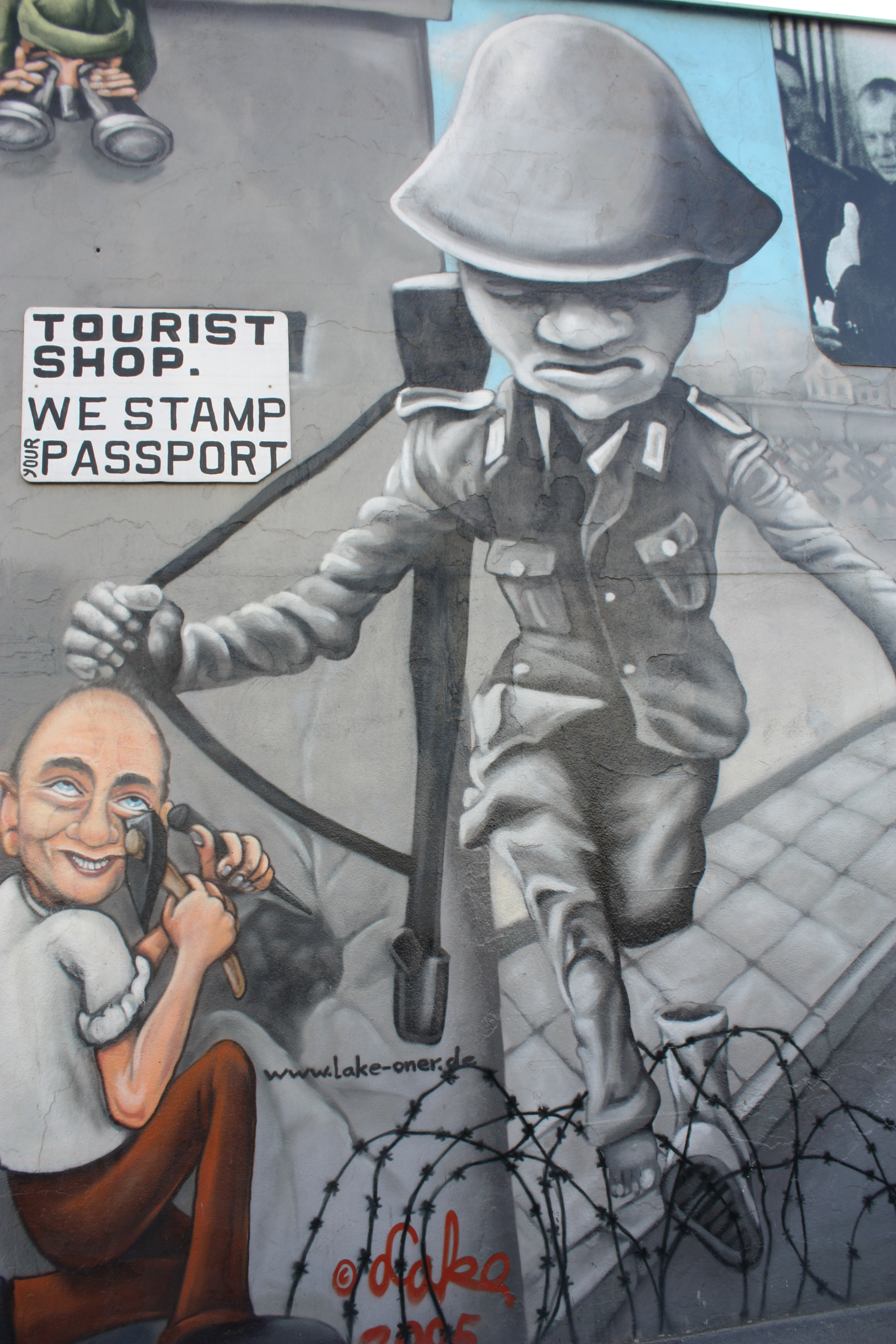
Der Sprung in der East Side Gallery

Schumann versah seinen Dienst an der Sektorengrenze in der Bernauer Straße, deren Besonderheit darin bestand, dass der Bürgersteig zu West-Berlin gehörte, wohingegen die (noch bewohnten) Häuser zu Ost-Berlin gehörten. Am 15. August 1961 stand Conrad Schumann als Posten an der Ecke Ruppiner Straße im Französischen Sektor, unmittelbar an einer provisorisch mit Stacheldraht gezogenen Grenze.
Da sich in den Ost-Berliner Häusern der Bernauer Straße in den Tagen des Mauerbaus dramatische Fluchtszenen abspielten, von denen einige – wie z. B. mehrere Sprünge von Hausbewohnern aus Fenstern in ein Sprungtuch der West-Berliner Feuerwehr – vom Fernsehen übertragen wurden, hatte sich auf der Westseite bereits eine größere Menschenmenge versammelt.
Peter Leibing war Volontär bei der Hamburger Bildagentur Conti-Press, die ihn am 14. August nach Berlin schickte. Leibing ging sofort zur Bernauer Straße und beobachtete zunächst, wie Schumann auf und ab ging oder an eine Hauswand gelehnt eine Zigarette rauchte. Dabei entstanden erste Fotos. Passanten berichteten ihm, dass der „Soldat“ bereits mehrfach am Stacheldraht gewesen sei, um dessen Höhe zu prüfen und ihn etwas herunterzudrücken. Einmal soll er einem Zuschauer „Ich werde springen“ zugeflüstert haben. Daraufhin informierte der Mann die West-Berliner Polizei, die einen Transporter von Typ Opel Blitz rückwärts in die Nähe des Stacheldrahtes fuhr und die Hecktür öffnete, um Schumann zu signalisieren, dass ein Fahrzeug für ihn bereitstehe.
In der Zwischenzeit hatte Leibing seine Kamera vom Typ Exakta, ausgestattet mit einem 200-mm-Teleobjektiv auf die Szene fokussiert und wartete. Die DDR-Soldaten und Volkspolizisten hatten den Befehl erhalten, sich nicht von Personen aus dem Westen fotografieren zu lassen. Neben Peter Leibing stand nicht weit entfernt von ihm der Fotograf Klaus Lehnartz. Beiden war dieser Befehl bekannt, und so richteten sie ihre Objektive auf zwei Soldaten auf der Schumann gegenüber liegenden Straßenseite. Die Soldaten wandten sich daraufhin umgehend ab, gingen in die dem Stacheldraht entgegengesetzte Richtung und konnten Schumann in dem Moment nicht mehr sehen. Diesen Augenblick nutzte er, um gegen 16 Uhr über die Absperrung in den Westen zu springen, wobei er sowohl von Lehnartz als auch Leibing fotografiert wurde. Noch im Sprung streifte er seine Waffe, eine russische Maschinenpistole PPSch-41, von der Schulter und ließ sie fallen. Sie fiel „im Westen“ auf den Boden, wo sie von einem Polizisten geborgen wurde. Anschließend rannte Schumann in den mit laufendem Motor bereitstehenden Opel Blitz, der dann mit ihm schnell wegfuhr, um ihn in Sicherheit zu bringen. Lehnartz nahm Leibing mit zur Bild-Zeitung, die Leibings Foto am folgenden Tag ganzseitig druckte.
Schumanns Sprung wurde gleichzeitig auch von dem Kameramann Dieter Hoffmann, der als freier Mitarbeiter für den Sender Freies Berlin arbeitete, auf 16-mm-Film aufgezeichnet. Ein weiterer Fotograf stand im rechten Winkel zu Schumann, als er Anlauf zum Sprung nahm, und machte ebenfalls Fotos.

### Rechtsstreit um die Bildrechte
Bereits kurz nach den Geschehnissen behauptete Lehnartz, er habe das Foto gemacht, und verkaufte es auch unter seinem Namen. Leibing prozessierte später gegen Lehnartz, dem es schließlich ab 1981 per einstweiliger Verfügung untersagt war, sich als Urheber des Fotos auszugeben. Da Leibing allerdings das Foto im Auftrag seines Arbeitgebers Conti-Press gemacht hatte, ging das Honorar für die Nutzung des Fotos an die Agentur.
Nachdem Conti-Press 1980 in Konkurs gegangen war, wurde der Negativbestand vom Finanzamt für Körperschaften wegen Steuerschulden beschlagnahmt. 1989 wurde der komplette Fotonegativbestand in einer Auktion von Hans-Dieter Loose, dem Direktor des Staatsarchivs Hamburg und Joachim W. Frank, dem Leiter der Plankammer des Staatsarchivs, ersteigert. Wieder folgte ein Rechtsstreit um die Rechte am Bild und die damit verbundenen Honorare, diesmal zwischen Leibing und dem Archiv. Man einigte sich schließlich darauf, dass beide Seiten Inhaber der Nutzungsrechte seien. Seither befindet sich das Negativ vom Sprung in die Freiheit im Archiv der Hansestadt.

### Mediale Rezeption

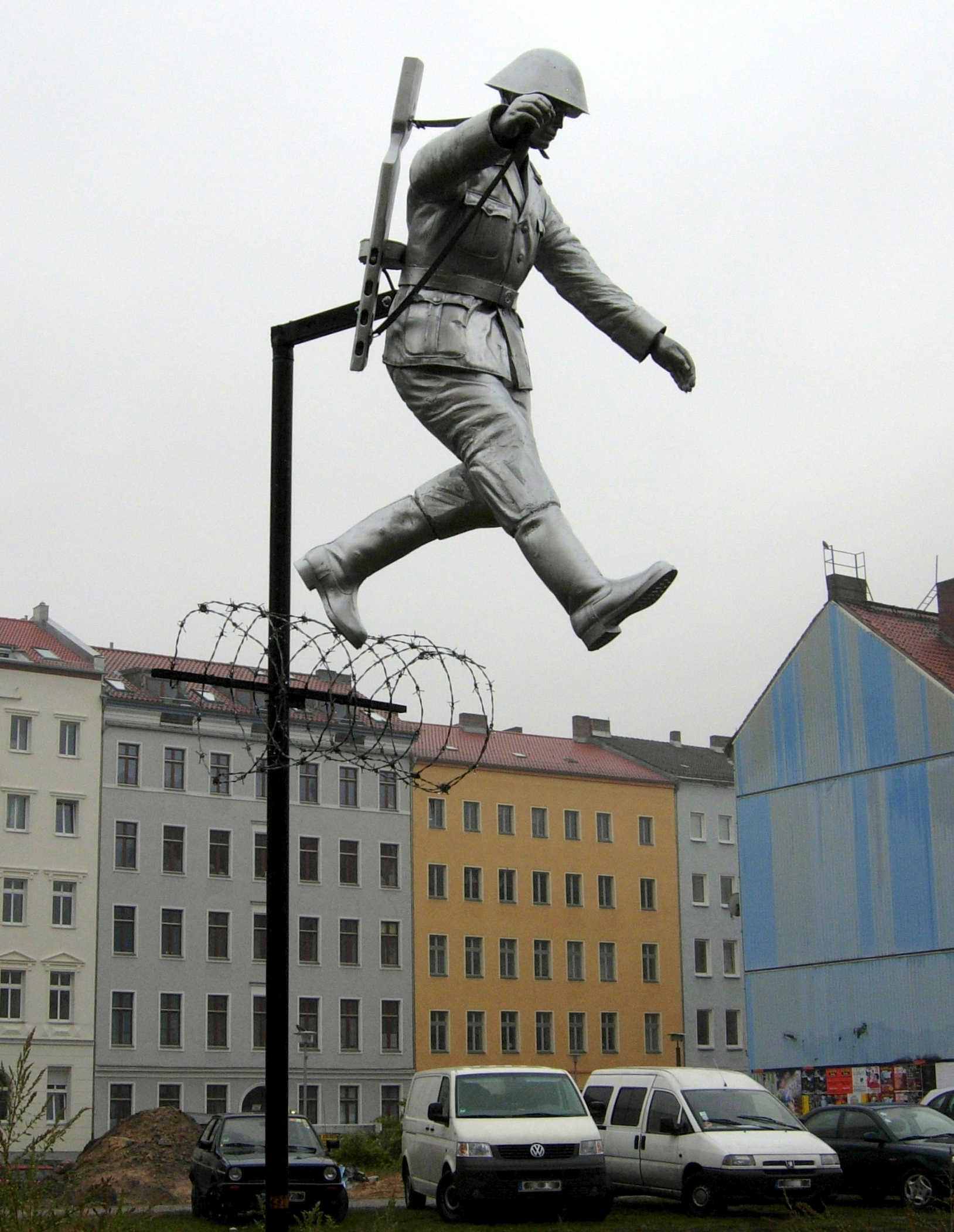
Monument of the Jumping Soldier von 2009

Leibing hatte genau eine Aufnahme machen können, die Schumann mitten im Sprung über dem Stacheldraht, beim Abstreifen der Waffe zeigt. Dabei kam ihm die Erfahrung, die er bei Aufnahmen von Springreitturnieren in Hamburg gemacht hatte, zugute. In kürzester Zeit ging das Foto um die Welt und wurde zum Symbol der Flucht aus der DDR. Die Regierung in Ost-Berlin ignorierte das Bild, im Westen dagegen wurde es gefeiert. Der SPD-Politiker Egon Bahr, damals Leiter des West-Berliner Presseamtes, bezeichnete es kurz darauf als „Lichtblick“.
Noch im selben Jahr wurde der Sprung in die Freiheit vom New Yorker Overseas Press Club als „Best Photograph“ ausgezeichnet. Bis heute wird das Foto immer wieder – zunehmend außerhalb seines ursprünglichen Kontextes – publiziert, so z. B. auf Briefmarken, auf Gebrauchsartikeln, zu Werbezwecken und als (verfremdetes) Kunstobjekt. 2009 schufen die Brüder Florian und Michael Brauer zusammen mit Edward Anders in Berlin das Monument of the Jumping Soldier (Denkmal des springenden Soldaten), ein lebensgroßes Abbild des springenden Schumann. Es steht in der Nähe des Fluchtpunkts.
Unter dem Titel Die Flucht, die nie zu Ende ging bearbeitete Jochen Vogt 2010 die Geschichte von Conrad Schumanns Sprung in die Freiheit und des Fotos zu einer 40-minütigen Fernsehdokumentation für den WDR.

## Freundschaft zwischen Leibing und Schumann
Den Fotografen und den Fotografierten verband eine jahrelange Freundschaft, die bis zu Schumanns Tod am 20. Juni 1998 hielt. 1986, zum 25. Jahrestag des Mauerbaus (und des Fotos), trafen sich beide wieder an der Ecke Bernauer und Ruppiner Straße.